# Gérard Rué
Gérard Rué (Romillé, 7 mei 1965) is een voormalig Frans wielrenner. Hij kreeg een contract aangeboden na zijn tweede plaats in het Frans kampioenschap voor amateurs en ontpopte zich tot een redelijk klassementsrenner en een regelmatig etappewinnaar. Ook werd hij twee keer tweede in de Waalse Pijl.
In het begin van zijn carrière wist hij ieder jaar wel een wedstrijd te winnen. Ook plaatste hij zich tweemaal hoog in het klassement van de Ronde van Frankrijk. Dat veranderde toen hij in 1993 in de Banesto-ploeg terechtkwam. Zijn eigen klasseringen waren niet meer zo goed, maar in plaats daarvan streed hij aan de zijde van Miguel Indurain, met wie hij goed bevriend raakte. Hij stond Indurain bij toen die met zijn derde, vierde en vijfde Tour-overwinning de eerste renner werd die vijfmaal op rij in de Tour de France zegevierde.
In zijn wielerloopbaan reed Rué verder in de ploeg met onder anderen Andy Hampsten, Pedro Delgado, Bjarne Riis en Laurent Fignon.
In 1997 beëindigde hij zijn carrière na de Ronde van de vallende bladeren.

## Belangrijkste overwinningen
1987
- Duo Normand (koppeltijdrit samen met Thierry Marie)

1988
- 7e etappe Midi Libre

1989
- Ronde van de Haut-Var
- 5e etappe Parijs-Nice
- 6e etappe Dauphiné Libéré

1990
- Ronde van de Middellandse Zee
- GP Cannes
- Midi Libre

1991
- 5e etappe Tirreno-Adriatico
- Lamballe

1992
- Ronde van de Haut-Var
- 6e etappe Ronde van Nederland

1993
- 1e etappe Ronde van de Mijnvalleien
- Boucles de l'Aulne

## Resultaten in voornaamste wedstrijden
| Jaar | Ronde van Italië | Ronde van Frankrijk | Ronde van Spanje |
| ---- | ---------------- | ------------------- | ---------------- |
| 1987 |                  |                     | buiten tijd      |
| 1988 |                  |                     |                  |
| 1989 |                  | 35e                 |                  |
| 1990 | 59e              | opgave              |                  |
| 1991 |                  | 10e                 |                  |
| 1992 | 30e              | 15e                 |                  |
| 1993 | 31e              | 46e                 |                  |
| 1994 | 34e              | 56e                 |                  |
| 1995 |                  | 41e                 |                  |
| 1996 |                  |                     |                  |
| 1997 |                  | uitgesloten         | 88e              |

| Jaar | Milaan-San Remo | Gent-Wevelgem | Ronde van Vlaanderen | Parijs-Roubaix | Amstel Gold Race | Luik-Bast.‑Luik | Waalse Pijl | Parijs-Tours |  | WK op de weg |  | Wereldranglijsten |
| ---- | --------------- | ------------- | -------------------- | -------------- | ---------------- | --------------- | ----------- | ------------ |  | ------------ |  | ----------------- |
| 1987 |                 |               |                      |                |                  |                 |             | 54e          |  |              |  |                   |
| 1988 |                 |               |                      | 31e            |                  |                 | 72e         | 16e          |  |              |  |                   |
| 1989 | 8e              | 17e           |                      |                |                  | 45e             | 39e         |              |  |              |  | 70e (UWB)         |
| 1990 |                 |               |                      |                |                  |                 |             | 97e          |  | 43e          |  |                   |
| 1991 | 6e              | 164e          |                      |                |                  | 22e             |             |              |  | 21e          |  |                   |
| 1992 |                 |               |                      |                |                  | 6e              | Zilver      |              |  |              |  |                   |
| 1993 | 70e             |               |                      |                | 78e              | 11e             | Zilver      |              |  | 8e           |  |                   |
| 1994 | 69e             |               |                      |                | 8e               | 28e             | 45e         |              |  |              |  |                   |
| 1995 | 115e            |               | 63e                  |                |                  | 26e             | 21e         |              |  |              |  |                   |
| 1996 | 105e            |               |                      |                |                  |                 | 36e         | 61e          |  |              |  |                   |
| 1997 |                 |               |                      |                |                  | 82e             |             | 88e          |  |              |  |                   |